# Pivovar Hurbanovo
Pivovar Hurbanovo je velký pivovar ve slovenském městě Hurbanovo.

## Historie
Pivovar byl založen 1. listopadu 1964 v Hurbanově, které se vyznačovalo optimálními klimatickými i strategickými podmínkami pro vybudování pivovarského průmyslu v regionu. Spolu s pivovarem byla v roce 1967 dobudovaná i sladovna. Moderní technologie výroby piva a sladu a vysoká kvalita umožnily v relativně krátké době produktům pivovaru proniknout na světové trhy a stát se zajímavým vývozním artiklem. V roce 1971 jako první pivovar ve východní Evropě začal s používáním plechovkového balení, které obstálo i v náročných testech v extrémních podmínkách jako součást výstroje slovenských himálajských horolezců.
Koncem roku 1995 oznámil svůj záměr vstoupit do pivovaru zahraniční investor, mezinárodní pivovarský koncern Heineken. Aplikoval svůj investiční projekt a postupně zvýšil produkci původního pivovaru. Celkové investice dosáhly výšku přibližně 216 milionů eur, což tvoří zhruba 70 % celkových investicí v odvětví. Podle Trend Top 2009 je Heineken Slovensko největší potravinářskou společností na Slovensku.

## Sladovna
V areálu pivovaru se nachází i vlastní sladovna, která je nejmodernější a největší sladovnou v střední Evropě. Celková kapacita hurbanovské sladovny dosahuje více než 145 tisíc tun sladu ročně. Část sladu se používá pro vlastní potřeby pivovaru společnosti, větší část je určena na export.